# ميخائيل ماي
ميخائيل ماي (22 يوليو 1971 - ) (بالإنجليزية: Michael May)‏ هو لاعب كريكت بريطاني.

## وصلات خارجية
- ميخائيل ماي على موقع إي آس بي آن كريك إنفو (الإنجليزية)